# Hygrohypnum
Hygrohypnum là một chi rêu trong họ Amblystegiaceae.